# Banya

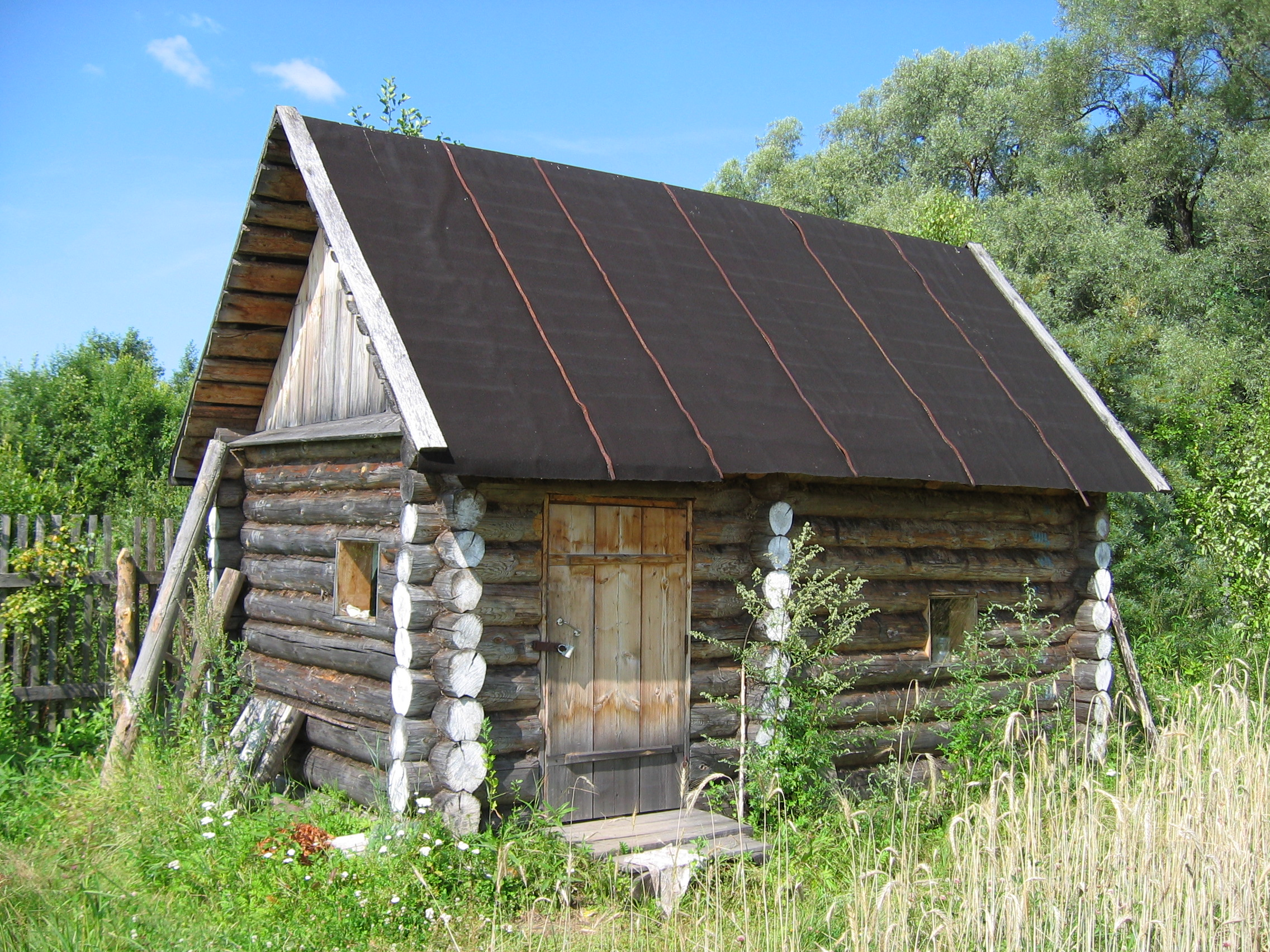
Een typisch Russisch banyagebouw

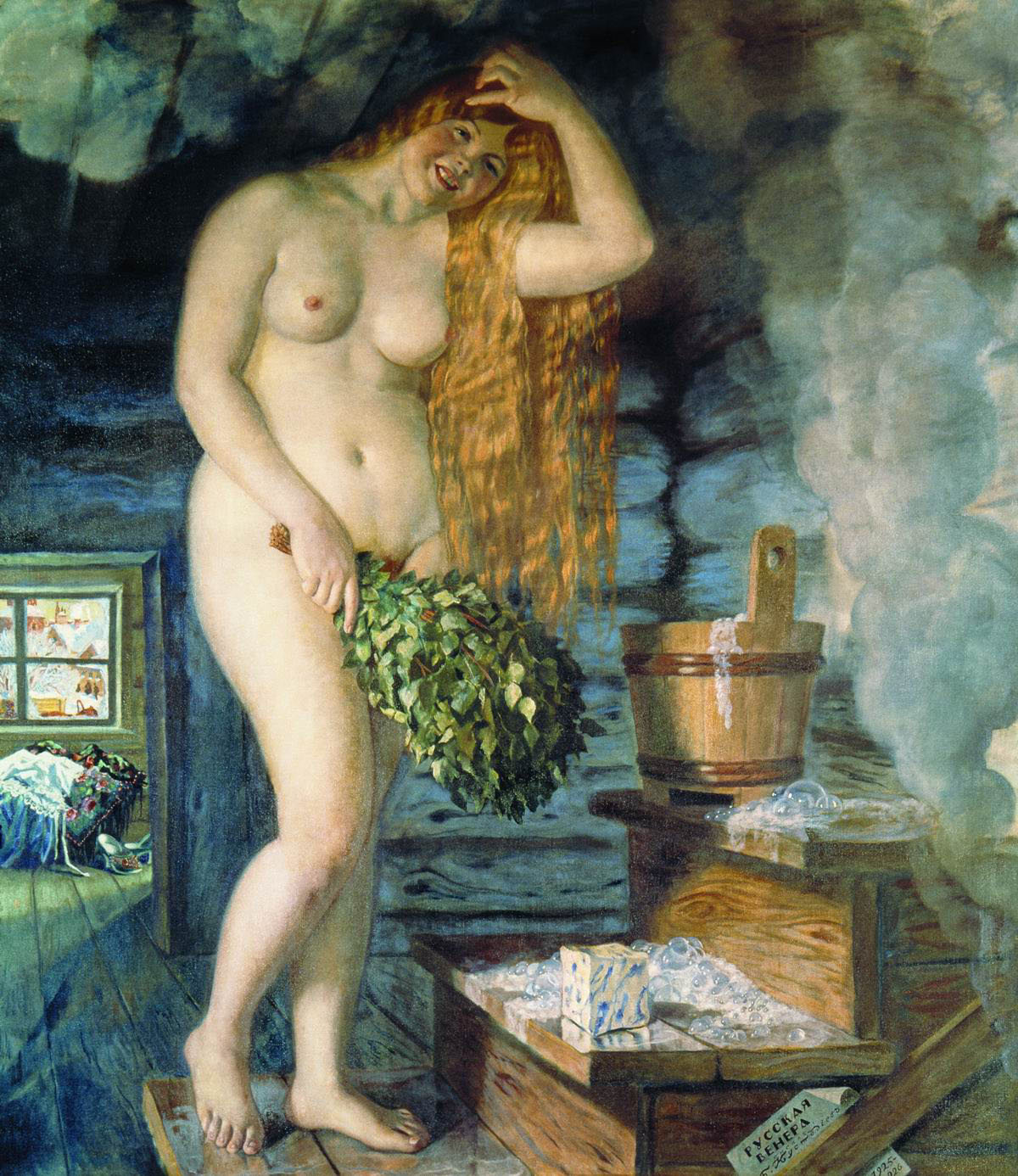
Russische Venus (Boris Koestodiev, 1926), een schilderij met een naakte Venus in een Russische banya met een 'venik' in haar hand

Een banya (Russisch: баня; "bad") of Russische banya is de Russische benaming voor een badhuis. Russische banya's worden traditioneel verhit met een houtoven en zijn met een temperatuur van ongeveer 80 tot 100 °C even heet als de Finse sauna. Als er gebruik wordt gemaakt van een houtoven, wordt er meestal berkenhout gebruikt.
Er wordt regelmatig zeer veel water over de hete stenen gegooid, zodat een hoge luchtvochtigheid wordt bereikt en de hitte effectiever kan werken. Een banya kan variëren van een eenvoudig houten gebouw (zoals de sauna) tot een groot gebouw met meerdere badgelegenheden.

## Algemene informatie
Banya's bestaan meestal uit drie ruimten: een zweet- of stoomruimte (parilka), een wasruimte en een relax- of ingangsruimte. De relaxruimte wordt predbannik ("voor-bad") genoemd en bevat haken waaraan de kleren kunnen worden opgehangen en banken waarop kan worden uitgerust met soms een tafel erbij, waarop (meegebrachte) kleine etenswaren en drinken als thee, bier of wodka kunnen worden geplaatst om tussen de stoombeurten door te nuttigen en waarop spelletjes kunnen worden gespeeld. De wasruimte bevat vaak een heetwaterkraan, die gebruikmaakt van water dat wordt verhit door de oven in de zweetruimte en een bak of kraan voor koud water om het water op een aangenamere temperatuur te brengen, zodat men zich ermee kan wassen. De zweetruimte bevat de oven, die meestal op hout wordt gestookt en een aantal banken, vaak trapsgewijs geplaatst, rondom de oven. De oven wordt bijgevuld vanuit de wasruimte. De wasruimte en de relaxruimte worden ook wel samengevoegd in een ruimte.
De stoomruimte wordt meestal betreden wanneer de oven heet is, maar er nog geen water overheen is gegoten. Dit wordt gedaan om eerst goed te zweten, alvorens de stoom wordt vrijgelaten, daar gedacht wordt dat zweet de huid beschermt tegen de stoom.
In de banya worden soms tsjapka's (vilten hoofddeksels) gedragen om het haar te beschermen tegen de hitte en om het hoofd koel te houden om niet licht in het hoofd te worden of flauw te vallen. Op de houten banken in de zweetruimte worden vaak matten, handdoeken of andere zaken gelegd daar het hete droge hout erg onplezierig kan voelen voor de kale huid. Tsjapka's, podzjopniks (zitmatten) en vilten handschoenen worden vaak in sets verkocht in Russische winkels, samen met aromatherapiegeurtjes die in het water voor over de kolen kan worden gegooid. 

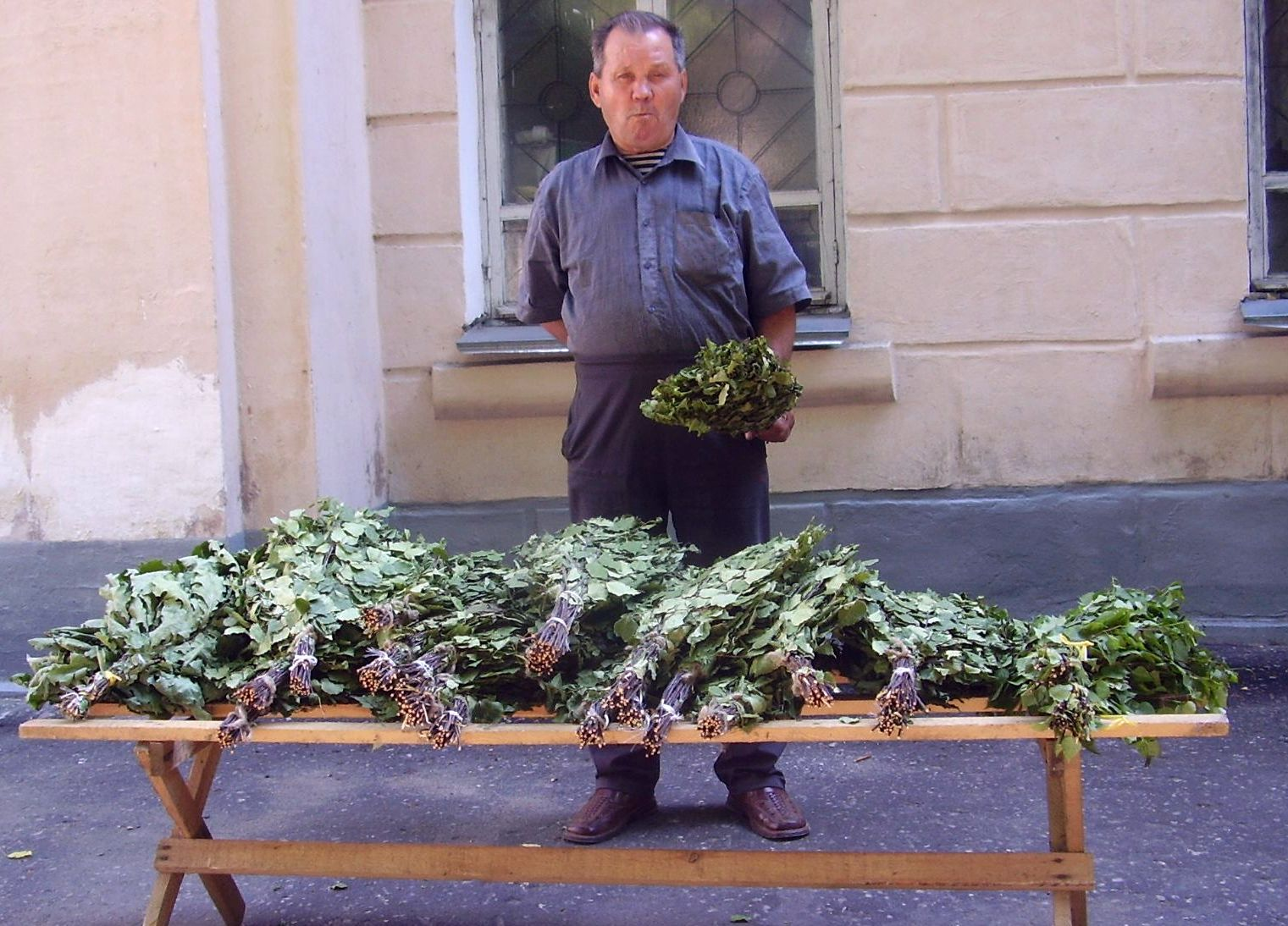
verkoop van veniks in de Russische stad Josjkar-Ola

Na de eerste stoombeurt rent men vaak naar buiten om af te koelen in de wind, of om in een koudwaterbekken, meer of rivier te springen om daar af te koelen. Alternatief wordt een koude douche genomen en in de winter rolt men ook wel naakt door de sneeuw of hakt een gat in het ijs om in het koude water te kunnen springen. Vervolgens wordt de banya opnieuw betreden en begint het proces opnieuw. Meestal wordt na de tweede en soms na de derde stoombeurt de venik (Russisch voor "bezem") gebruikt; net als bij de Finse sauna (waar deze vasta of vihta wordt genoemd) een bundel (vaak berken)twijgen met bladeren, waarmee men zich op de rug slaat of laat slaan om de bloedcirculatie te verbeteren. In de zomer worden hiervoor verse takken gebruikt, die in straatstalletjes worden verkocht en in de winter worden gedroogde twijgen in heet water vochtig gemaakt. Van belang is dat de twijgen hun blad behouden om geen pijn te veroorzaken.

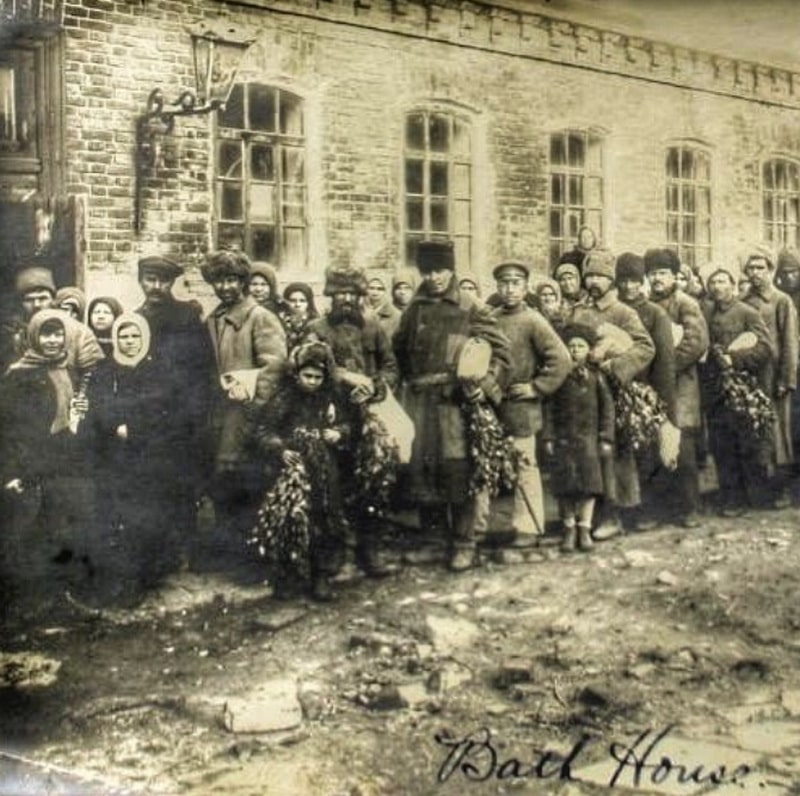
wachtrij bij de banya
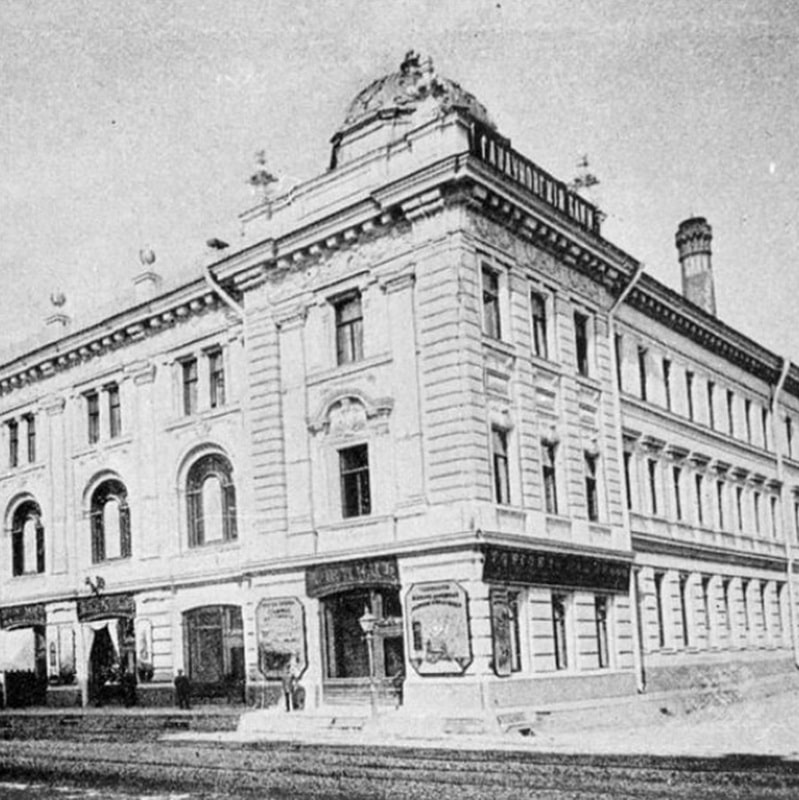
Sandoeny-banya in Moskou
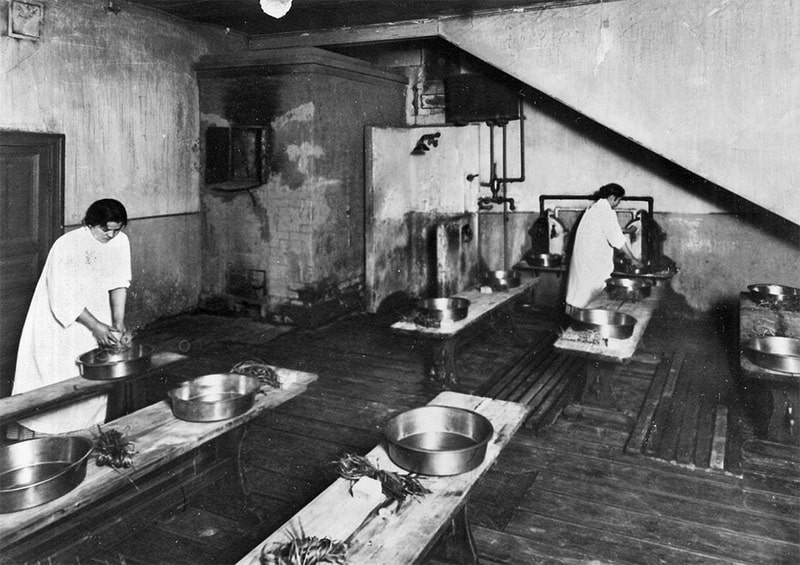
badhuis van het Vrouweninstituut van 1911
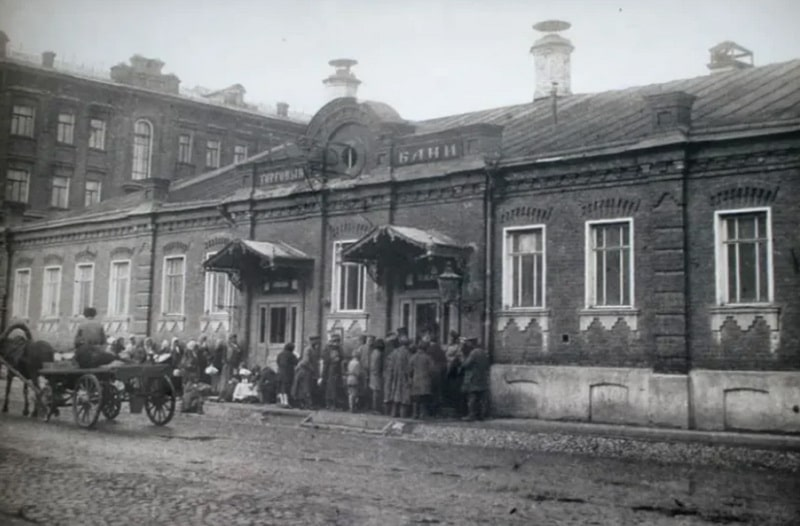
Seleznjov-banya

## Typen banya's
Er wordt in het algemeen onderscheid gemaakt naar "zwarte" en "witte" banya's. In zwarte banya's (po-tsjornomoe) verlaat de rook het banyagebouw door een gat in het plafond of door de deur, terwijl witte banya's (po-belomoe) zijn uitgerust met pijpen om de rook te verdrijven. Bij de eerste verloopt het proces langzamer, waardoor de rook langer in de banya blijft hangen en de wanden donkerder ("zwart") maakt, maar ook desinfecteert. Een zwarte banya is verder wat eenvoudiger van opzet en de witte wordt mede daardoor meer gewaardeerd. Een derde type banya maakt gebruik van een Russische oven.
Een vierde soort is de "klimbanya" (pochodnaja banya), die populair is bij Russische militairen, bergbeklimmers en andere mensen die gedurende langere perioden reizen in onherbergzame gebieden. Het bestaat uit een soort geïmproviseerd stoombad in een tent, die vaak bij een rivieroever wordt geplaatst waar grote ronde stenen beschikbaar zijn. Deze stenen worden opgestapeld op een soort grote cirkelvormige hoop met een diameter van 1 tot 4 meter en een hoogte van 0,5 tot 1 meter. In deze geïmproviseerde oven wordt vervolgens gedurende een aantal uren een vuur gestookt, totdat de stenen aan de bovenzijde van de hoop zo heet worden dat water dat eroverheen wordt gegoten in stoom verandert. Boven de hoop wordt een soort dekzeil geplaatst zodat een kleine tent ontstaat. De banya wordt betreden wanneer het heel heet is binnen en er voldoende stoom aanwezig is. Vervolgens springen de banyagangers in de ijskoude bergrivier om af te koelen.